# Élections législatives vénézuéliennes de 2020
Les élections législatives vénézuéliennes de 2020 ont lieu le 6 décembre 2020 afin de renouveler les 277 députés de l'Assemblée nationale du Venezuela. Un temps avancées à 2018 puis reportées à une date indéterminée à cause de la pandémie de Covid-19, elles sont finalement organisées l'année prévue, dans le contexte de crise politique entre le gouvernement et l'assemblée sortante, au sein de laquelle l'opposition est majoritaire depuis les élections législatives de 2015.
Avec un taux de participation de seulement 31 %, le Parti socialiste unifié du président Maduro remporte une large majorité des sièges.

## Contexte
Initialement prévues pour 2020, le président Nicolás Maduro et le vice-président de l'Assemblée nationale constituante, Diosdado Cabello émettent le souhait de les anticiper et de les organiser le 22 avril 2018, le jour même de l'élection présidentielle vénézuélienne de 2018,, et d'organiser en ce jour les élections des conseils législatifs des États et des conseils municipaux. Le 23 février 2018, pour des raisons techniques et d'organisation, le Conseil national électoral rejette cette date et annonce qu'il communiquera le calendrier électoral la semaine suivante. Finalement, Maduro, en accord avec une petite partie de l'opposition, reporte le scrutin.
Le 2 février 2019, Maduro propose de nouveau des législatives anticipées pour 2019. Il fait de même le 21 mai. Le 12 août 2019, Diosdado Cabello, devenu entretemps président de la Constituante, propose l'organisation du scrutin en 2019 ou le 1er janvier 2020.
En raison de la pandémie de Covid-19, le président Maduro annonce en avril 2020 que le scrutin n'aura pas lieu durant l'année.
Les partis d'opposition présentent des divisions internes entre partisans du boycott et tenants de la participation. Le Tribunal suprême de justice (TSJ) arbitre ces conflits.
En juin 2020, le Tribunal suprême de justice (TSJ), à la suite de l'échec de discussions entre le pouvoir exécutif et l'Assemblée nationale, désigne de nouveaux membres à la tête du Conseil national électoral. Le TSJ nomme notamment une magistrate ciblée par des sanctions canadiennes à la présidence du conseil électoral. L'opposition vénézuélienne qualifie le processus électoral de « farce » et annonce se retirer des élections,.
Les 16 et 17 juin 2020, le Tribunal suprême de justice décide de remplacer les dirigeants des partis d'opposition Action démocratique et Primero Justicia, nommant respectivement José Bernabé Gutiérrez et José Brito à la tête de ces partis. Il fait de même le 7 juillet avec ceux de Volonté populaire et nomme José Gregorio Noriega à la tête du parti.
Début juillet 2020, le conseil électoral national annonce finalement l'organisation des élections le 6 décembre suivant.
La Haute-Commissaire des Nations unies aux droits de l'homme Michelle Bachelet dénonce dans un rapport sur la situation humanitaire du Venezuela que les décisions du TSJ réduisent « la possibilité de créer les conditions nécessaires à des processus électoraux crédibles et démocratiques ». Bachelet indique que les nouveaux représentants du CNE étaient choisi « sans le consensus de toutes les forces politiques et ont interféré avec l’organisation interne de deux des principaux partis politiques d’opposition ».
En août 2020, les tendances pro-Guaidó des partis Action démocratique, Justice d'abord, Volonté populaire et Un nouveau temps, annoncent leur boycott du scrutin,. Au contraire, Henrique Capriles, le candidat de la droite aux élections présidentielles de 2012 et 2013, a appelé l'opposition à « jouer le jeu de la démocratie » et à prendre part aux élections. Le député Stalin Gonzalez, jusqu'alors le plus proche conseiller de Juan Guaidó, prend ses distances avec ce dernier et se rallie à Capriles. La Conférence épiscopale vénézuélienne, traditionnellement proche de l'opposition, demande à cette dernière de « prendre ses responsabilités » et de rejeter l’abstention.
En septembre, le gouvernement vénézuélien invite l'Organisation des Nations unies et l'Union européenne à dépêcher des observateurs pour surveiller le déroulement du scrutin. L'UE refuse, estimant que les conditions pour des élections transparentes ne sont pas réunies.

### Réactions internationales avant les élections
Les États-Unis annoncent qu'ils ne reconnaîtront pas les résultats des élections et l'Union européenne demande qu'elles soient reportées, considérant que les conditions d'un scrutin transparent et juste ne sont pas réunies. Une trentaine de pays demande dans une déclaration commune, publiée le 21 aout 2020, la création au Venezuela d'un gouvernement de transition qui conduirait à « une élection présidentielle libre et juste le plus tôt possible ».
Washington commence à émettre certaines réserves à l'égard de Juan Guaido. Donald Trump déclare en juin 2020 n’avoir « pas beaucoup confiance » en celui-ci, dont l’adoubement par son gouvernement, estime-t-il, n’a pas « eu une grande signification ». Elliott Abrams, le représentant spécial des États-Unis au Venezuela, a toutefois affirmé que Washington maintiendrait son soutien à Juan Guaido après l'élection. Il a également fait savoir qu'il était en discussion avec quelque 60 pays afin de s'assurer qu'ils s'associeraient à la position américaine sur le Venezuela.
Le 22 septembre, le gouvernement américain annonce des sanctions contre cinq dirigeants de l’opposition ayant décidé de se présenter aux élections « pour leur complicité dans les tentatives de Maduro de déposséder le peuple du Venezuela de son droit de choisir ses dirigeants lors d’élections libres et équitables […] En agissant de la sorte, ces individus concourent aux tentatives grossières d’un dictateur désespéré et illégitime pour s’emparer du pouvoir de facto et de le conserver ».

## Système électoral
L'assemblée est composée de 277 sièges pourvus pour cinq ans selon un mode de scrutin parallèle. Sur ce total, 133 le sont au scrutin majoritaire plurinominal dans 87 circonscriptions, dont trois sièges réservés aux communauté indigènes. Dans chaque circonscription, les candidats ayant recueilli le plus de suffrages sont élus, à hauteur du nombre de sièges à pourvoir. Les 144 sièges restants sont quant à eux pourvus au scrutin proportionnel plurinominal, dont 96 répartis dans 24 circonscriptions de trois à dix sièges correspondant aux 23 États du pays plus le district de la capitale, Caracas, auxquels s'ajoutent 48 sièges pourvus dans une unique circonscription nationale. Après décompte des suffrages, les sièges sont répartis à la proportionnelle selon la méthode d'Hondt,,.
Au scrutin précédent, l'Assemblée comportait 167 députés, dont 113 élus au scrutin majoritaire, tandis que 51 députés étaient élus au scrutin proportionnel plurinominal de liste dans une unique circonscription nationale. Enfin, trois sièges étaient réservés aux indigènes,.

## Résultats
|                                            |                                            |                                      |                               |                               |                               |                               |                               |                               |               |               |
| Partis                                     | Partis                                     | Partis                               | Proportionnelle               | Proportionnelle               | Proportionnelle               | Circonscriptions              | Circonscriptions              | Circonscriptions              | Total         | +/-           |
| Partis                                     | Partis                                     | Partis                               | Voix                          | %                             | Sièges                        | Voix                          | %                             | Sièges                        | Total         | +/-           |
|                                            |                                            | Parti socialiste unifié du Venezuela | 3 910 197                     | 62,43                         | 123                           | 6 780 123                     | 61,69                         | 130                           | 253           | 198           |
|                                            | Tupamaro                                   | 99 747                               | 1,59                          | 0                             | 175 232                       | 1,59                          | 0                             | 0                             | en stagnation |               |
|                                            | Patrie pour tous                           | 87 994                               | 1,41                          | 0                             | 146 606                       | 1,33                          | 0                             | 0                             | en stagnation |               |
|                                            | Mouvement nous sommes le Venezuela         | 66 500                               | 1,06                          | 0                             | 114 178                       | 1,04                          | 0                             | 0                             | en stagnation |               |
|                                            | Pour la démocratie sociale                 | 52 104                               | 0,83                          | 0                             | 86 744                        | 0,79                          | 0                             | 0                             | en stagnation |               |
|                                            | Mouvement électoral du peuple              | 33 316                               | 0,53                          | 0                             | 57 724                        | 0,53                          | 0                             | 0                             | en stagnation |               |
|                                            | Alliance pour le changement                | 31 114                               | 0,50                          | 0                             | 51 830                        | 0,47                          | 0                             | 0                             | en stagnation |               |
|                                            | Organisation renouveau authentique         | 21 408                               | 0,34                          | 0                             | 38 434                        | 0,35                          | 0                             | 0                             | en stagnation |               |
|                                            | Unité populaire vénézuélienne              | 19 595                               | 0,31                          | 0                             | 30 402                        | 0,28                          | 0                             | 0                             | en stagnation |               |
| Total Grand Pôle patriotique Simón Bolívar | Total Grand Pôle patriotique Simón Bolívar | 4 321 975                            | 69,01                         | 123                           | 7 481 271                     | 68,07                         | 130                           | 253                           | 198           |               |
|                                            | Action démocratique                        | Action démocratique                  | 433 334                       | 6,92                          | 11                            | 785 443                       | 7,15                          | 0                             | 11            | 14            |
|                                            | Espoir pour le changement                  | Espoir pour le changement            | 284 315                       | 4,54                          | 3                             | 537 428                       | 4,89                          | 0                             | 3             | 3             |
|                                            |                                            | Avancée progressiste                 | 156 248                       | 2,49                          | 3                             | 332 727                       | 3,03                          | 0                             | 3             | 3             |
|                                            | Mouvement écologique du Venezuela          | 67 550                               | 1,08                          | 0                             | 86 813                        | 0,79                          | 0                             | 0                             | en stagnation |               |
|                                            | Changeons - Mouvement citoyen              | 52 588                               | 0,84                          | 0                             | 99 043                        | 0,90                          | 0                             | 0                             | en stagnation |               |
| Total Alliance démocratique                | Total Alliance démocratique                | 276 386                              | 4,41                          | 0                             | 518 583                       | 4,72                          | 0                             | 3                             | 3             |               |
|                                            |                                            | Venezuela d'abord                    | 187 264                       | 2,99                          | 2                             | 311 628                       | 2,84                          | 0                             | 2             | 2             |
|                                            | Volonté populaire                          | 44 268                               | 0,71                          | 0                             | 79 647                        | 0,72                          | 0                             | 0                             | 14            |               |
|                                            | Venezuela uni                              | 29 188                               | 0,47                          | 0                             | 51 684                        | 0,47                          | 0                             | 0                             | en stagnation |               |
| Total Venezuela uni                        | Total Venezuela uni                        | 260 720                              | 4,16                          | 2                             | 442 959                       | 4,03                          | 0                             | 2                             | 12            |               |
|                                            | Copei                                      | Copei                                | 175 840                       | 2,81                          | 1                             | 293 663                       | 2,67                          | 0                             | 1             | en stagnation |
|                                            | Parti communiste du Venezuela              | Parti communiste du Venezuela        | 170 352                       | 2,72                          | 1                             | 303 535                       | 2,76                          | 0                             | 1             | 1             |
|                                            | Solutions pour le Venezuela                | Solutions pour le Venezuela          | 99 649                        | 1,59                          | 0                             | 187 988                       | 1,71                          | 0                             | 0             | en stagnation |
|                                            | Mouvement vers le socialisme               | Mouvement vers le socialisme         | 77 311                        | 1,23                          | 0                             | 136 185                       | 1,24                          | 0                             | 0             | en stagnation |
|                                            | Autres partis                              | Autres partis                        | 163 006                       | 2,60                          | 0                             | 303 043                       | 2,76                          | 0                             | 0             | -             |
|                                            | Sièges réservés aux indigènes              | Sièges réservés aux indigènes        | Sièges réservés aux indigènes | Sièges réservés aux indigènes | Sièges réservés aux indigènes | Sièges réservés aux indigènes | Sièges réservés aux indigènes | Sièges réservés aux indigènes | 3             | en stagnation |
|                                            |                                            |                                      |                               |                               |                               |                               |                               |                               |               |               |
| Votes valides                              | Votes valides                              | Votes valides                        | 6 262 888                     | 99,29                         |                               |                               |                               |                               |               |               |
| Votes blancs et invalides                  | Votes blancs et invalides                  | Votes blancs et invalides            | 45 088                        | 0,71                          |                               |                               |                               |                               |               |               |
| Total                                      | Total                                      | Total                                | 6 307 976                     | 100                           | 144                           | 10 990 098                    | 100                           | 130                           | 277           | 110           |
| Abstentions                                | Abstentions                                | Abstentions                          | 14 402 445                    | 69,54                         |                               |                               |                               |                               |               |               |
| Inscrits / participation                   | Inscrits / participation                   | Inscrits / participation             | 20 710 421                    | 30,46                         |                               |                               |                               |                               |               |               |

## Réactions internationales
Les États-Unis et l'Union européenne ne reconnaissaient pas le résultat. Le secrétaire d'État des États-Unis, Mike Pompeo réaffirme le soutien des États-Unis à Guaidó et appelle à la communauté internationale à ne pas reconnaître une « seconde élection volée » après l'élection présidentielle vénézuélienne de 2018. Le Haut représentant de l'Union pour les affaires étrangères et la politique de sécurité, Josep Borrell, déclare « Le manque de respect du pluralisme politique, la disqualification et la poursuite des dirigeants de l’opposition ne permettent pas à l’UE de reconnaître ce processus électoral comme crédible, inclusif ou transparent, et ses résultats comme représentatifs de la volonté du peuple vénézuélien ».
Le Canada, la Colombie, le Costa Rica et le Panama ne reconnaissaient non plus les résultats des élections.
Le gouvernement russe a qualifié les élections de « transparentes ».

## Suites
Après la tenue des législatives, la législature sortante annonce se maintenir sous la forme d'une commission déléguée pour assurer la continuité législative jusqu'à la tenue d'élections libres. La nouvelle législature, dominée par le chavisme, s'installe cependant le 5 janvier 2021.